# Bey-sur-Seille
Bey-sur-Seille ist eine französische Gemeinde mit 189 Einwohnern (Stand: 1. Januar 2022) im Département Meurthe-et-Moselle in der Region Grand Est (bis 2015 Lothringen). Die Gemeinde gehört zum Arrondissement Nancy und zum Kanton Entre Seille et Meurthe.

## Lage
Bey-sur-Seille liegt etwa 15 Kilometer ostnordöstlich von Nancy an der Seille, die die Gemeinde im Osten begrenzt. Umgeben wird Bey-sur-Seille von den Nachbargemeinden Lanfroicourt im Nordwesten und Norden, Aboncourt-sur-Seille im Nordosten, Bioncourt im Osten, Brin-sur-Seille im Süden sowie Bouxières-aux-Chênes im Südwesten und Westen.

## Bevölkerungsentwicklung
| Jahr                       | 1962 | 1968 | 1975 | 1982 | 1990 | 1999 | 2006 | 2019 |
| Einwohner                  | 100  | 94   | 96   | 107  | 130  | 167  | 158  | 174  |
| Quellen: Cassini und INSEE |      |      |      |      |      |      |      |      |

## Sehenswürdigkeiten
- Kirche Saint-Étienne, ab 1918 wieder errichtet
- Herrenhaus aus dem 18. Jahrhundert

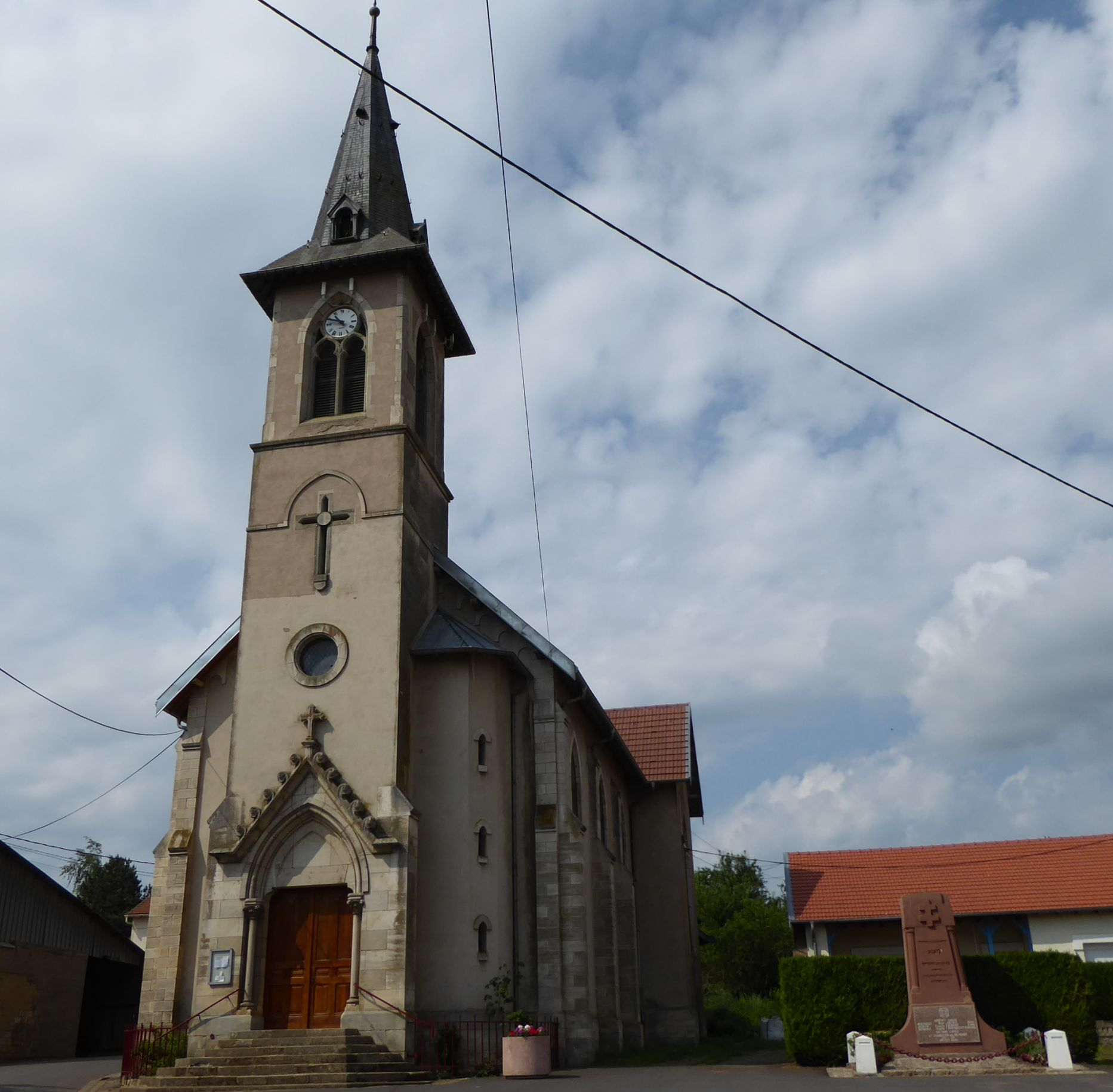
Kirche Saint-Étienne
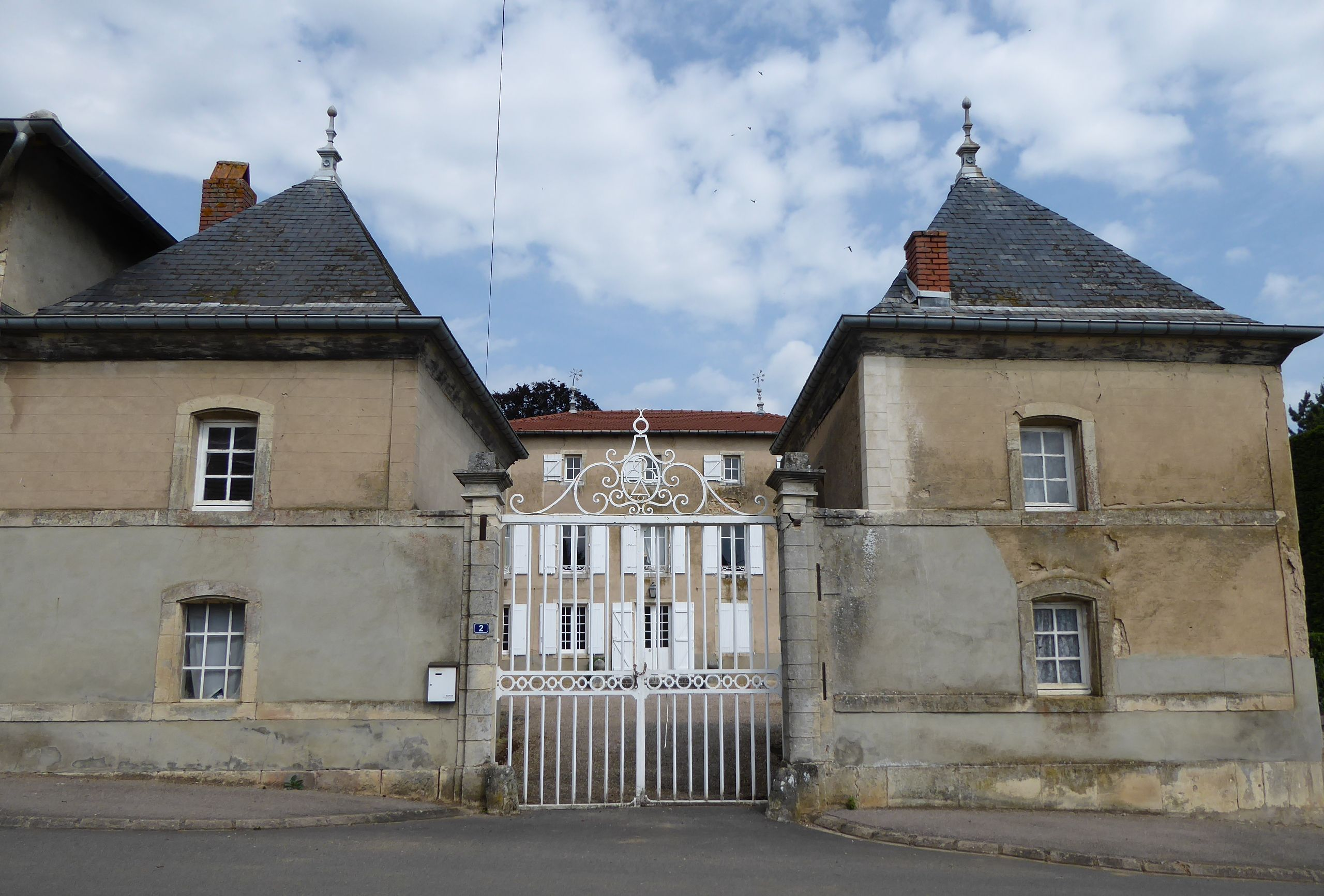
Herrenhaus Bey

## Persönlichkeiten
- Jacques-Eugène Feyen (1815–1908), Maler und Fotograf
- Augustin Feyen-Perrin (1826–1888), Maler